# بوون-هاسترخت
بوون-هاسترخت (به هلندی: Boven-Haastrecht) یک منطقهٔ مسکونی در هلند است که در کریمپنروارد واقع شده‌است. بوون-هاسترخت ۲۲۰ نفر جمعیت دارد.